# Seguyia turneri
Seguyia turneri är en tvåvingeart som först beskrevs av Kelsey 1969.  Seguyia turneri ingår i släktet Seguyia och familjen fönsterflugor. Inga underarter finns listade i Catalogue of Life.